# J.T. Brown (musicien)
Pour les articles homonymes, voir J.T. Brown et Brown.
J. T. Brown (2 avril 1918 – 24 novembre 1969) est un saxophoniste ténor américain de Chicago Blues.
Il joue notamment dans les groupes d'Elmore James ou de J. B. Lenoir